# Aristolochia howii
Aristolochia howii är en piprankeväxtart som beskrevs av Merr. & Chun. Aristolochia howii ingår i släktet piprankor, och familjen piprankeväxter. Inga underarter finns listade i Catalogue of Life.